# ロナルド・ローダー

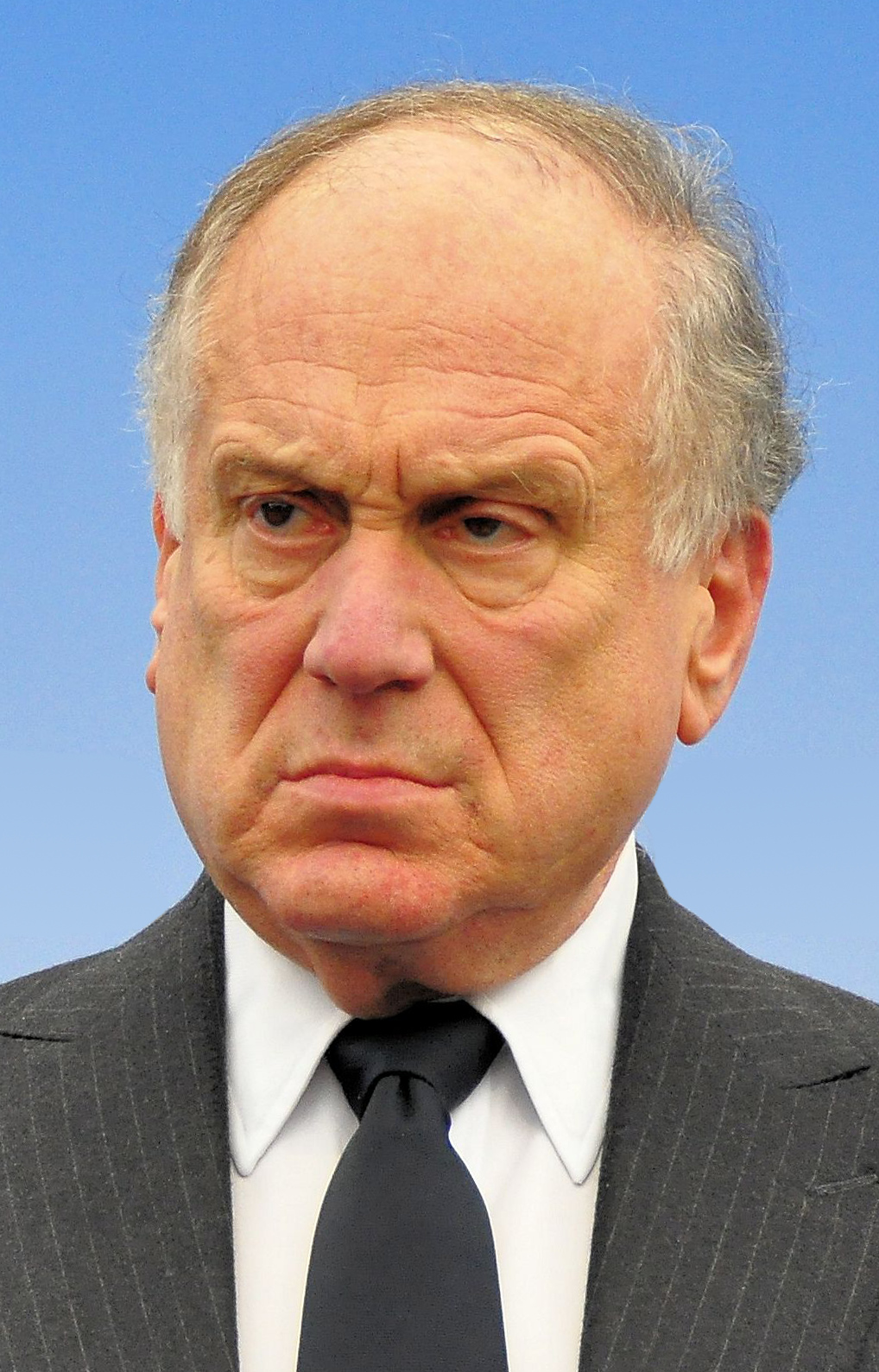
ロナルド・ローダー

ロナルド・スティーヴン・ローダー（英: Ronald Steven Lauder、1944年2月26日 - ）は、アメリカの実業家、美術品収集家、慈善活動家、政治活動家。エスティローダー社の後継者の一人であり、世界ユダヤ人会議の会長を務めている。

## 経歴
化粧品メーカーのエスティ・ローダー社の創立者であるエスティ・ローダーの息子として生まれた。
レーガン政権下で国防総省に勤務、オーストリア駐在大使を務め、2007年から世界ユダヤ人会議会長。
美術品収集家としてアンリ・マティスの作品『黄色いカーテン』を所有していたこともある。
2022年の安倍晋三の銃撃事件で死去した際、追悼文を公式ページに掲げた。